# Rian Lindell
Rian Lindell (Portland, 20 gennaio 1977) è un giocatore di football americano statunitense che gioca nei Tampa Bay Buccaneers nel ruolo di kicker. Al college ha giocato a football all'Università statale del Washington.

## Carriera professionistica

### Dallas Cowboys
Al draft NFL 2000 non è stato selezionato, ma poi è stato preso dai Dallas Cowboys che l'hanno tuttavia svincolato prima che iniziasse la stagione regolare.

### Seattle Seahawks
Dopo aver firmato con i Seahawks ha debuttato nella NFL il 2 ottobre 2000 a Kansas contro i Kansas City Chiefs. Con i Seahawks ha giocato tre stagioni indossando la maglia numero 9.

### Buffalo Bills
Passa ai Bills dove sceglie di mantenere lo stesso numero di maglia.
Il 7 novembre 2010 contro i Chicago Bears gli viene bloccato un extra-point terminando così la sua serie ininterrotta di 321 extra-point realizzati consecutivamente.
L'8 dicembre 2011 viene messo sulla lista infortunati a causa di un infortunio alla spalla, finendo la stagione in anticipo.
Il 7 febbraio 2012 ha firmato un contratto di 4 anni per un totale di 10 milioni di dollari. Il 19 agosto 2013 è stato svincolato.

### Tampa Bay Buccaneers
Il 21 agosto 2013, Lindell ha firmato coi Tampa Bay Buccaneers.

## Vittorie e premi
- Giocatore degli special team della AFC della settimana: 1

3a settimana della stagione 2011

## Statistiche
| Field goal provati   | 348 |
| Field segnati        | 283 |
| Field goal più lungo | 56  |

Statistiche aggiornate alla stagione 2012